# Terratrèmol de Hengchun de 2006

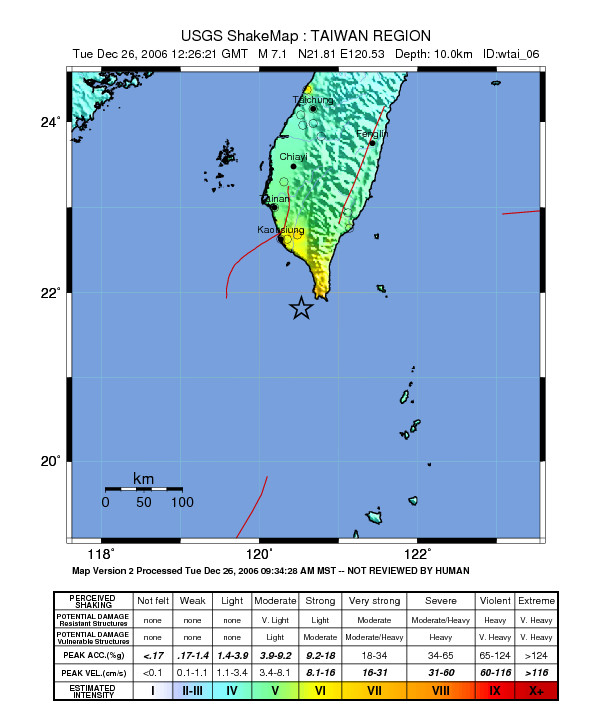
Mapa mostrant l'impacte del terratrèmol

El terratrèmol de Hengchun de 2006 es va produir el dimarts 26 de desembre 2006 a les 12:25 UTC (20:25 hora local), amb un epicentre fora de la costa sud-oest de Taiwan, aproximadament 22,8 km a l'oest sud-oest de Hengchun, al comtat de Pingtung (Taiwan). L'hipocentre estava localitzat exactament a 21,9 km de profunditat a l'estret de Luzón (coordenades 21.83, 120.54), que connecta el mar de la Xina Meridional amb el mar de les Filipines.
Hi ha informes contradictoris sobre la magnitud del sisme. L'Oficina Central Meteorològica de Taiwan va donar un valor de 7,0 en l'escala de Richter, el Servei Geològic dels Estats Units el va estimar en 7,1 Mw, mentre que tant l'Observatori de Hong Kong, com l'Agència Meteorològica del Japó, determinaren una magnitud de 7,2 ML.
L'Agència Central de Notícies de Taiwan va informar que va ser el terratrèmol més fort que ha colpejat Hengchun en cent anys. El terratrèmol no només va causar morts i danys en els edificis, sinó també dany diversos cables submarins, interrompent els serveis de telecomunicacions en diverses parts d'Àsia. De manera coincident, el terratrèmol es va produir en el segon aniversari del terratrèmol i el tsunami de l'oceà Índic del 2004 que va arrasar les comunitats costaneres de tot el sud-est i el sud d'Àsia, i el tercer aniversari del terratrèmol de Bam de 2003 que va devastar la ciutat meridional iraniana de Bam.